# Flaggen und Wappen der italienischen Regionen
Diese Liste führt die Flaggen und Wappen der 20 italienischen Regionen auf. 

## Liste
| Lage | Flagge | Seiten- verhältnis | Wappen | Region                                        | Anmerkungen |
| ---- | ------ | ------------------ | ------ | --------------------------------------------- | --- |
|      |        | 2:3                |        | Abruzzen Abruzzo                              | |
|      |        | 2:3                |        | Aostatal Valle d’Aosta                        | Im Wappen der silberne Löwe. Eine goldene Krone ruht auf dem Schild. |
|      |        | 2:3                |        | Apulien Puglia                                | Das Emblem zeigt ein silbernes Achteck mit einem Olivenbaum in Naturfarben, das auf ein rotes Achteck aufgelegt ist. Darüber befindet sich eine goldene Krone. Die Flagge selbst ist umrahmt von einem blauen und einem weißen Rand. |
|      |        | 2:3                |        | Basilikata Basilicata                         | Die vier Wellenlinien stehen für die vier größeren Flüsse der Region: Basenot, Agri, Bradano und Sinni. |
|      |        | 1:1                |        | Emilia-Romagna                                | Flagge und Wappen zeigen eine stilisierte Umrisskarte der Region. |
|      |        | 2:3                |        | Friaul-Julisch Venetien Friuli-Venezia Giulia | Der goldene Adler stammt aus dem historischen Patriarchat von Aquileia (1000 bis 1420). |
|      |        | 2:3                |        | Kalabrien Calabria                            | Emblem der Region ist eine schräge Vierung mit einer Pinie, zwei Kreuzen und einer angeschnittenen dorischen Säule als Hinweis auf das antike Siedlungsgebiet der Griechen in Magna Graecia. |
|      |        | 2:3                |        | Kampanien Campania                            | |
|      |        | 1:2                |        | Latium Lazio                                  | Das achteckige Emblem ist in neun Felder aufgeteilt. Vier davon zeigen die italienischen Nationalfarben. Die anderen fünf Felder zeigen die Wappen der fünf Provinzen der Region. Auf der Flagge ist dieses Emblem umgeben von Lorbeer und Olivenzweigen, überhöht von einer goldenen Krone. Darunter stehen die Worte Regione Lazio in Gold. |
|      |        | 2:3                |        | Ligurien Liguria                              | Emblem dieser Region ist eine stilisierte silberne Karavelle mit weißen Segeln auf dem vier silberne Sterne aufgelegt sind. |
|      |        | 2:3                |        | Lombardei Lombardia                           | Die so genannte Rosa camuna soll an die prähistorischen Zeichnungen in Camuni erinnern. |
|      |        | 2:3                |        | Marken Marche                                 | Das Emblem setzt sich zusammen aus einem weißen, grün geränderten Schild mit einem schwarzen M für den Anfangsbuchstaben der Region, dessen linke Hälfte ein stilisierter Specht bildet. |
|      |        | 2:3                |        | Molise                                        | |
|      |        | 2:3                |        | Piemont Piemonte                              | Die Farben gehen zurück auf das Wappen des Prinzen von Piemont, dem jeweils ältesten Sohn des Herzogs von Savoyen, später des Königs von Italien. Es zeigt das Wappen des Herzogtums Savoyen, versehen mit einem blauen Turnierkragen. |
|      |        | 2:3                |        | Sardinien Sardegna                            | Symbol der Insel sind die Vier Mohren, von denen sich einer in ähnlicher Form auch in der Flagge der Nachbarinsel Korsika findet. |
|      |        | 2:3                |        | Sizilien Sicilia                              | Die Flagge Siziliens zeigt eine Triskele auf gelbrotem Grund. Sie existiert seit der Sizilianischen Vesper 1282, als sich Sizilien gegen die Herrschaft Karls I. von Anjou auflehnte. Die Farbe Rot symbolisiert die Stadt Palermo, die Farbe Gelb stand für die Stadt Corleone, die landwirtschaftliches Zentrum Siziliens war. Diese beiden Städte setzten sich für die Unabhängigkeit Siziliens ein.                                                  |
|      |        | 2:3                |        | Toskana Toscana                               | Der silberne Pegasus war das Symbol der Toskanischen Nationalen Befreiungskomitees im Zweiten Weltkrieg und wurde von einem Münzentwurf des Renaissance-Künstlers Benvenuto Cellini zu Ehren des Kardinals Pietro Bembo aus dem Jahre 1537 übernommen. Die rot-weiß-rote Flagge ähnelt den österreichischen Farben, unter deren Herrschaft die Region im 18. Jahrhundert stand. Rot-Weiß sind aber auch traditionelle Farben vieler toskanischer Städte. |
|      |        | 2:3                |        | Trentino-Südtirol Trentino-Alto Adige         | Flagge und Wappen führen auf Silber je zweimal den schwarzen Adler Trients und den roten Adler Südtirols. |
|      |        | 2:3                |        | Umbrien Umbria                                | Emblem der Region ist eine stilisierte Wiedergabe der drei Kerzen, die beim Wachskerzenlauf zu Ehren des Heiligen Ubald von Gubbio zum Einsatz kommen. |
|      |        | 2:3                |        | Venetien Veneto                               | Der Markuslöwe ist das Symbol für den Evangelisten Markus, dessen Reliquien seit dem Jahr 828 in Venedig ruhen. |